# Tęcza (bilard)
Tęcza, ang. Rainbow – gra bilardowa przeznaczona dla dwóch do trzech osób, pochodząca z Holandii. Powstała prawdopodobnie w 1984 r., podczas obchodów Święta Tulipanów w Dilbeek. Nie upowszechniła się jednak ona poza północnym regionem Niderlandów. Gra przeznaczona jest dla dwojga, bądź trojga graczy, w dowolnym stopniu zaawansowania.

## Używane bile
Zestaw bil jak do ósemki: bila biała oraz piętnaście ponumerowanych, kolorowych bil.
Kolory bil: 1 – żółta, 2 – niebieska, 3 – czerwona, 4 – fioletowa, 5 – pomarańczowa, 6 – zielona, 7 – brązowa, 8 – czarna, 9 – żółta, 10 – niebieska, 11 – czerwona, 12 – fioletowa, 13 – pomarańczowa, 14 – zielona, 15 – brązowa,

## Ustawienie początkowe
Przed rozbiciem bile są ustawione w trójkącie z bilą czarną nr 8 w centrum – jak w standardowej formacji do gry w ósemkę.

## Cel gry
Zdobycie największej ilości punktów.

## Zasady
Rozbijający ustawia białą bilę w bazie i rozbija. Rozbicie jest prawidłowe gdy co najmniej cztery bile dotkną bandy lub co najmniej jedna wpadnie do łuzy (bez faulu). Po nieprawidłowym rozbiciu przeciwnik (następnik) decyduje, czy akceptuje sytuacje na stole, czy żąda ponownego rozbicia. Gracz w swej turze stara się wbijać bile w kolejności numerycznej bądź „tęczowej”. Kolejność tęczowa: brąz, czerwień, oranż, żółcień, zieleń, błękit, fiolet. Gracz może przeskakiwać pomiędzy kolejnościami w dowolnym momencie. Gracze zapisują swe wbite bile w kolejności wbijania.
Po zbiciu wszystkich bil ze stołu gracze podliczają punkty: za każdą kolejno wbitą bilę w ciągu gracz uzyskuje 1 pkt. Wygrywa gracz z większą ilością punktów.

## Podstawowa strategia
Ważnym jest aby kontrolować również bile przeciwnika i starać się uniemożliwić mu kontynuowanie ciągu, można to robić poprzez odpowiedni dobór wbijanej bili bądź wbijanie bil przeciwnika gdy samemu nie jest się w stanie kontynuować ciągu.